# Xyston

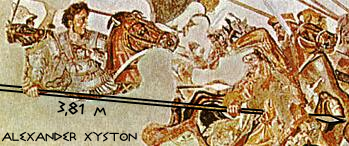
De lengte van Alexander de Grotes xyston

De xyston (ξυστόν, "speer, werpspies, gepunte stok, prik") was een type van een lange stootspeer in Griekenland.
Deze speer werd gebruikt door de cavalerie. Hij mat ongeveer 3,25 tot 4,25 m en werd waarschijnlijk vastgehouden met beide handen door de cavalerist, hoewel de afbeelding van Alexander de Grote op het Alexandermozaïek zijn xyston met een hand vasthoudt, wat suggereert dat hij ook kon worden gebruikt met een hand. De xyston had een houten schacht en een speerpunt op beide uiteinden. Mogelijke redenen voor de tweede speerpunt waren dat hij kon dienen als een tegengewicht of een reservepunt in het geval de speer gebroken was. De xyston wordt vooral vermeld bij de hetairoi. Na Alexander de Grotes dood werden de hetairoi xystophoroi (ξυστοφόροι, xyston-dragers) genoemd. 
De xyston werd ofwel onderhands of bovenhands gebruikt, waarschijnlijk naar persoonlijke voorkeur. Het werd ook later bekend als de kontos, wat letterlijk duwstok betekent, waarschijnlijk afgeleid van een scheldwoord voor het wapen.